# Đệ Nhị Cộng hòa Tiệp Khắc
Đệ Nhị Cộng hòa Tiệp khắc (tiếng Séc: Druhá československá republika, tiếng Slovak: Druhá česko-slovenská republika), đôi khi cũng được gọi là Cộng hòa Séc-Slovakia (tiếng Séc và tiếng Slovak: Česko-Slovenská republika) tồn tại trong 169 ngày, từ ngày 30 tháng 9 năm 1938 đến ngày 15 tháng 3 năm 1939 và được hợp thành bởi Bohemia, Moravia, Silesia và các khu tự trị của Slovakia và Transcarpathia.
Đệ Nhị Cộng hòa là kết quả của các sự kiện sau Hiệp ước München, Tiệp Khắc buộc phải từ bỏ Sudetenland đông dân Đức cho Đức Quốc xã vào ngày 1 tháng 10 năm 1938, cũng như một phần của miền nam Slovakia và từ Transcarpathia cho Hungary. Sau Hiệp ước München, chính phủ Đức nói rõ với các nhà ngoại giao nước ngoài rằng Tiệp Khắc sau đó sẽ là một quốc gia mông lung. Chính phủ Tiệp Khắc tìm kiếm sự ủng hộ từ Đức bằng cách cấm Đảng Cộng sản trong nước, đình chỉ tất cả các giáo viên Do Thái trong các cơ sở giáo dục của Đức ở Tiệp Khắc và ban hành luật cho phép nhà nước tiếp quản các doanh nghiệp của người Do Thái. Ngoài ra, chính phủ cho phép các ngân hàng của đất nước hoạt động hiệu quả dưới sự kiểm soát của Đức-Tiệp Khắc.
Cộng hòa Tiệp Khắc đã bị giải thể khi Đức xâm lược vào ngày 15 tháng 3 năm 1939 và sáp nhập khu vực Séc vào Vùng bảo hộ Bohemia và Morava. Cùng ngày chiếm đóng của Đức, tổng thống Tiệp Khắc Emil Hácha được chính phủ Đức bổ nhiệm làm Chủ tịch của Vùng Bảo hộ Bohemia và Morava, một vị trí mà ông nắm giữ trong chiến tranh.

Đệ Nhị Cộng hòa Tiệp Khắc trước khi giải thể

## Lịch sử
Tiệp Khắc đã trở thành một vỏ bọc của bản thân trước đây và bây giờ là một quốc gia suy yếu rất nhiều. Hiệp ước München đã khiến cho Bohemia và Moravia mất khoảng 38% diện tích kết hợp với Đức, với khoảng 3,2 triệu người Đức và 750.000 cư dân Séc. Thiếu biên giới tự nhiên và mất đi hệ thống công sự biên giới tốn kém, nhà nước mới không thể bảo vệ được về mặt quân sự. Hungary đã nhận được 11.882 km² ở miền nam Slovakia và miền nam Ruthenia; theo điều tra dân số năm 1941, khoảng 86,5% dân số trong lãnh thổ này là người Hungary. Ba Lan mua lại thị trấn Těšín với khu vực xung quanh (khoảng 906 km², khoảng 250.000 cư dân, chủ yếu là người Ba Lan) và hai khu vực biên giới nhỏ ở phía bắc Slovakia, chính xác hơn là ở các khu vực Spiš và Orava. (226 km², 4.280 cư dân, chỉ 0,3% Ba Lan). Hơn nữa, chính phủ Tiệp Khắc có vấn đề trong việc chăm sóc 115.000 người Séc và 30.000 người tị nạn Đức, những người đã chạy trốn đến phần còn lại của Tiệp Khắc.
Hệ thống chính trị của đất nước cũng hỗn loạn. Sau khi Edvard Beneš từ chức vào ngày 5 tháng 10, Thủ tướng Jan Syrový tiếp quản hầu hết các nhiệm vụ tổng thống (theo Hiến pháp) cho đến khi Emil Hácha được chọn làm tổng thống vào ngày 30 tháng 11 năm 1938. Hácha được chọn vì Công giáo và chủ nghĩa bảo thủ của ông và vì không được tham gia vào bất kỳ chính phủ nào dẫn đến sự phân chia đất nước. Ông bổ nhiệm Rudolf Beran, lãnh đạo của Đảng Nông nghiệp từ năm 1933, làm thủ tướng vào ngày 1 tháng 12 năm 1938. Không giống như hầu hết người Agrari, Beran hoài nghi về chủ nghĩa tự do và dân chủ. Đảng Cộng sản đã bị giải tán, mặc dù các thành viên của nó được phép ở lại trong Quốc hội. Kiểm duyệt cứng rắn đã được giới thiệu, và một Đạo luật kích hoạt cũng được đưa ra, cho phép chính phủ cai trị mà không cần quốc hội. Hầu hết các đảng không xã hội chủ nghĩa ở Vùng đất Séc. sáp nhập vào Đảng đoàn kết dân tộc, với Beran là người lãnh đạo.

## Sauchiến tranh thế giới thứ hai
Sau chiến tranh thế giới thứ hai, Tiệp Khắc được tái lập và giành lại lãnh thổ, ngoại trừ Subcarpathia Ruthenia, bị Liên Xô sáp nhập.